# Кубок світу з біатлону 2009—2010
Кубок світу з біатлону 2009-10 — багатоетапне змагання з біатлону, що розпочалося 2 грудня 2009 в Естерсунді й завершилося 28 березня 2010 в Ханти-Мансійську змішаною естафетою чемпіонату світу 2010.

## Таблиці

### Загальний залік. Чоловіки
| Місце | Біатлоніст                 | Очки |
| ----- | -------------------------- | ---- |
|       | Еміль Хегле Свендсен (NOR) | 828  |
| 2     | Крістоф Зуманн (AUT)       | 813  |
| 3     | Іван Черезов (RUS)         | 782  |

### Спринт. Чоловіки
| Місце | Біатлоніст                 | Очки |
| ----- | -------------------------- | ---- |
|       | Еміль Хегле Свендсен (NOR) | 354  |
| 2     | Іван Черезов (RUS)         | 344  |
| 3     | Крістоф Зуманн (AUT)       | 292  |

### Переслідування. Чоловіки
| Місце | Біатлоніст          | Очки |
| ----- | ------------------- | ---- |
|       | Мартен Фуркад (FRA) | 197  |
| 2     | Сімон Едер (AUT)    | 196  |
| 3     | Іван Черезов (RUS)  | 189  |

### Мас-старт. Чоловіки
| Місце | Біатлоніст                 | Очки |
| ----- | -------------------------- | ---- |
|       | Євген Устюгов (RUS)        | 197  |
| 2     | Еміль Хегле Свендсен (NOR) | 163  |
| 3     | Арнд Пайффер (GER)         | 161  |

### Індивідуальна гонка
| Місце | Біатлоніст                 | Очки |
| ----- | -------------------------- | ---- |
|       | Крістоф Зуманн (AUT)       | 142  |
| 2     | Еміль Хегле Свендсен (NOR) | 120  |
| 3     | Даніель Мезотіч (AUT)      | 120  |

### Естафета. Чоловіки
| Місце | Команда  | Очки |
| ----- | -------- | ---- |
| 1     | Норвегія | 228  |
| 2     | Австрія  | 210  |
| 3     | Росія    | 205  |

## Таблиці. Жінки

### Загальний залік. Жінки
| Місце | Біатлоністка           | Очки |
| ----- | ---------------------- | ---- |
|       | Маґдалена Нойнер (GER) | 933  |
| 2     | Сімоне Хаусвальд (GER) | 854  |
| 3     | Хелена Юнссон (SWE)    | 813  |

### Спринт. Жінки
| Місце | Біатлоністка           | Очки |
| ----- | ---------------------- | ---- |
|       | Сімоне Хаусвальд (GER) | 345  |
| 2     | Маґдалена Нойнер (GER) | 334  |
| 3     | Хелена Юнссон (SWE)    | 332  |

### Переслідування. Жінки
| Місце | Біатлоністка           | Очки |
| ----- | ---------------------- | ---- |
|       | Маґдалена Нойнер (GER) | 256  |
| 2     | Сімоне Хаусвальд (GER) | 217  |
| 3     | Ольга Зайцева (RUS)    | 207  |

### Мас-старт. Жінки
| Місце | Біатлоністка           | Очки |
| ----- | ---------------------- | ---- |
|       | Маґдалена Нойнер (GER) | 216  |
| 2     | Сімоне Хаусвальд (GER) | 198  |
| 3     | Андреа Генкель (GER)   | 169  |

### Індивідуальна гонка
| Місце | Біатлоністка                   | Очки |
| ----- | ------------------------------ | ---- |
|       | Анна-Карін Улофсон-Зідек (SWE) | 131  |
| 2     | Андреа Генкель (GER)           | 126  |
| 3     | Каті Вільгельм (GER)           | 121  |

### Естафета
| Місце | Команда   | Очки |
| ----- | --------- | ---- |
| 1     | Росія     | 228  |
| 2     | Німеччина | 205  |
| 3     | Франція   | 198  |